# ローワー戦争移住センター

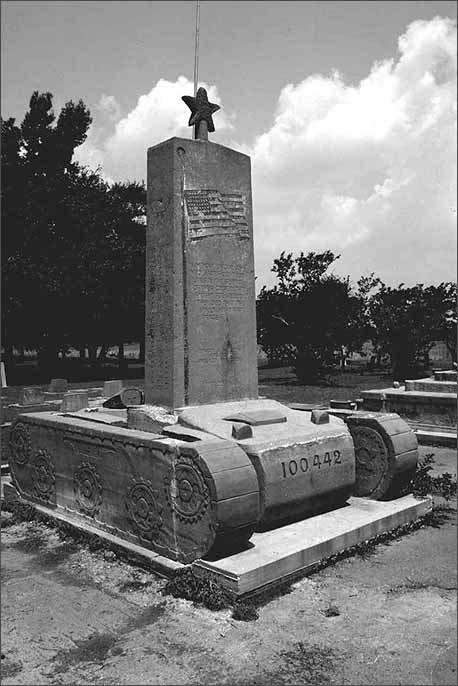
ローワー記念墓地（Rohwer Memorial Cemetery） 追悼碑

ローワー戦争移住センター（Rohwer War Relocation Center）は、第二次世界大戦時にアメリカ合衆国アーカンソー州南東デシェイ郡で運用された日系アメリカ人収容所。日系人の間では「朗和」という表記が当てられる事もあった。

## 概要
- 運営期間：1942年9月18日 - 1944年11月30日
- 総収容者人数：8,475人
- 建築家：Kaneo Fujioka, Kay Horisawa
- アメリカ合衆国国定歴史建造物（NHL）登録年：1992年[1]

## 参照
1. ↑  “アーカイブされたコピー”. 2008年12月8日時点のオリジナルよりアーカイブ。2008年7月9日閲覧。, Rohwer Relocation Center Cemetery, 2007-09-26, National Park Service